# Daviscupový tým Jihoafrické republiky
Daviscupový tým Jihoafrické republiky reprezentuje Jihoafrickou republiku v Davisově poháru od roku 1913.

## Historie
Největším úspěchem Jihoafrické republiky v historii Davis Cupu je vítězství v roce 1974, ve kterém kontumačně vyhrála s Indií, která odmítla cestovat do Jihoafrické republiky na protest proti apartheidu v zemi.
V současnosti hraje Jihoafrické republika evropskoafrickou zónu skupiny 1.

## Aktuální tým
- Rik de Voest
- Ruan Roelofse
- Raven Klaasen
- Nikala Scholtz

## Související článek
- Davis Cup